# Валдір Перес
Валдір Перес (порт. Valdir Peres, 2 січня 1951, Гарса — 23 липня 2017, Можі-дас-Крузіс) — бразильський футболіст, що грав на позиції воротаря. По завершенні ігрової кар'єри — тренер.
Виступав, зокрема, за клуб «Сан-Паулу», а також національну збірну Бразилії. Учасник трьох чемпіонатів світу, один з найкращих голкіперів в історії бразильського футболу.

## Клубна кар'єра
У дорослому футболі дебютував 1969 року виступами за команду «Гарса», після чого протягом 1970—1973 років захищав кольори клубу «Понте-Прета».
У 1973 році він перейшов в клуб «Сан-Паулу», де швидко став одним з кращих голкіперів бразильського футболу. У 1975 році Перес виграв свій перший титул — чемпіона штату Сан-Паулу, у фіналі турніру у серії пенальті Валдір відбив два перших пенальті суперника «Сан-Паулу», клубу «Португеза Деспортос», в той час як гравці його команди забили всі три перших 11-метрових; по закінченні сезону Валдір був названий найкращим футболістом Бразилії. Два роки по тому Валдір зміг повторити свій успіх у серії пенальті, на цей раз у фіналі чемпіонату Бразилії. В подальшому Перес ставав з командою ще тричі чемпіоном штату, у 1978, 1980 та 1981 роках і загалом відіграв за команду із Сан-Паулу дванадцять сезонів своєї ігрової кар'єри, провівши загалом 611 ігор за клуб, з них 183 матчі (84 перемоги, 62 нічиїх і 37 поразок) в чемпіонаті Бразилії.
У 1984 році Валдір перейшов до клубу «Америка» (Натал), після чого грав за клуби «Гуарані» (Кампінас), «Корінтіанс», «Португеза Деспортос» та «Понте-Прета», але ніде надовго не затримувався. Завершив ігрову кар'єру у команді «Санта-Круз» (Ресіфі), за яку виступав протягом 1990 року.

## Виступи за збірну
Не провівши жодного матчу у складі національної збірної Бразилії Валдір Перес поїхав з командою на чемпіонат світу 1974 року у ФРН, де був третім воротарем і теж на поле не виходив. Перший матч за збірну Валдір провів рік по тому, це була гра 4 жовтня 1975 року у рамках другого півфінального матчу Кубка Америки проти Перу, виграна бразильцями 2:0. Втім цього виявилось недостатньо для виходу в фінал і бразильська команда покинула турнір.
Згодом у складі збірної був учасником чемпіонату світу 1978 року в Аргентині, на якому команда здобула бронзові нагороди, але, як і 4 роки тому, на поле не виходив. Після цього турніру Переса перестали викликати в стан національної команди, і лише 5 січня 1981 року Валдір був викликаний до складу збірної на матч з Аргентиною і вийшов на поле, замінивши травмованого Карлоса Галло, цей вихід став першим для Переса з 19 травня 1976 року.
Наступного року Валдір поїхав з командою на третій для себе чемпіонат світу 1982 року в Іспанії, де цього разу був основним воротарем, зігравши у п'яти іграх. У матчі проти збірної СРСР (2:1) пропустив після далекого і несильного удару Андрія Баля один з найбільш курйозних м'ячів в історії світових першостей. На турнірі бразильці дійшли до другого групового етапу, у вирішальному матчі якого програли італійцям 2:3, це була перша гра Валдіра в збірній, в якій він пропустив більше одного гола. І вона ж стала останньою для Переса у складі збірної Бразилії.
Загалом протягом кар'єри у національній команді, яка тривала 9 років, провів у її формі 27 матчів, пропустивши 18 голів, причому 12 матчів Валдір Перес відстояв «на нуль». Також Валдір Перес зіграв за збірну 4 неофіційних матчі, в яких пропустив 4 голи.

## Кар'єра тренера
Розпочав тренерську кар'єру відразу по завершенні кар'єри гравця, 1991 року, очоливши тренерський штаб клубу «Сан-Бенту», після чого тренував низку невеликих бразильських клубів.
Останнім місцем тренерської роботи був клуб «Греміо Марінга», головним тренером команди якого Валдір Перес був протягом 2013 року.
Помер 23 липня 2017 року на 67-му році життя у місті Можі-дас-Крузіс від інфаркту.

## Титули і досягнення

### Командні
Збірна Бразилії
- Бронзовий призер чемпіонату світу: 1978
- Володар Кубка Рока: 1976
- Володар Кубка Освалдо Круза: 1976
- Володар Кубка Атлантики: 1976
- Володар Кубка Ріу-Бранку: 1976

«Сан-Паулу»
- Чемпіон Бразилії: 1977
- Віце-чемпіон Бразилії (2): 1973, 1981
- Чемпіон штату Сан-Паулу (3): 1975, 1980, 1981
- Віце-чемпіон штату Сан-Паулу (3): 1978, 1982, 1983

 «Корінтіанс»
- Віце-чемпіон штату Сан-Паулу: 1987

 «Санта-Круз» (Ресіфі)
- Чемпіон штату Пернамбуку: 1990

### Особисті
- Володар «Золотого м'яча» Бразилії: 1975
- Володар «Срібного м'яча» Бразилії: 1975

## Статистика виступів

### Статистика виступів за збірну
| Дата       | Місто          | Господарі | Результат | Гості          | Турнір                         | Голи | Примітки |
| ---------- | -------------- | --------- | --------- | -------------- | ------------------------------ | ---- | -------- |
| 4-10-1975  | Ліма           | Перу      | 1 – 3     | Бразилія       | Копа Америка 1975 - півфінал   | -1   |          |
| 25-2-1976  | Монтевідео     | Уругвай   | 1 – 2     | Бразилія       | Кубок Ріу-Бранку               | -1   |          |
| 27-2-1976  | Буенос-Айрес   | Аргентина | 1 – 2     | Бразилія       | Кубок Рока                     | -1   |          |
| 7-4-1976   | Асунсьйон      | Парагвай  | 1 – 1     | Бразилія       | Кубок Освалдо Круза            | -1   |          |
| 19-5-1976  | Ріо-де-Жанейро | Бразилія  | 2 – 0     | Аргентина      | Кубок Рока                     | -    |          |
| 8-2-1981   | Каракас        | Венесуела | 0 – 1     | Бразилія       | Відбір до ЧС 1982              | -    |          |
| 14-2-1981  | Кіто           | Еквадор   | 0 – 6     | Бразилія       | товариський матч               | -    |          |
| 22-2-1981  | Ла-Пас         | Болівія   | 1 – 2     | Бразилія       | Відбір до ЧС 1982              | -1   |          |
| 14-3-1981  | Рібейран-Прету | Бразилія  | 2 – 1     | Чилі           | товариський матч               | -1   |          |
| 22-3-1981  | Ріо-де-Жанейро | Бразилія  | 3 – 1     | Болівія        | Відбір до ЧС 1982              | -1   |          |
| 29-3-1981  | Гоянія         | Бразилія  | 5 – 0     | Венесуела      | Відбір до ЧС 1982              | -    |          |
| 12-5-1981  | Лондон         | Англія    | 0 – 1     | Бразилія       | товариський матч               | -    |          |
| 19-5-1981  | Штутгарт       | ФРН       | 1 – 2     | Бразилія       | товариський матч               | -1   |          |
| 8-7-1981   | Салвадор       | Бразилія  | 1 – 0     | Іспанія        | товариський матч               | -    |          |
| 26-8-1981  | Сантьяго       | Чилі      | 0 – 0     | Бразилія       | товариський матч               | -    |          |
| 28-10-1981 | Порту-Алегрі   | Бразилія  | 3 – 0     | Болгарія       | товариський матч               | -    |          |
| 26-1-1982  | Натал          | Бразилія  | 3 – 1     | НДР            | товариський матч               | -1   |          |
| 3-3-1982   | Сан-Паулу      | Бразилія  | 1 – 1     | Чехословаччина | товариський матч               | -1   |          |
| 21-3-1982  | Сан-Паулу      | Бразилія  | 1 – 0     | ФРН            | товариський матч               | -    |          |
| 5-5-1982   | Сан-Луїс       | Бразилія  | 3 – 1     | Португалія     | товариський матч               | -1   |          |
| 19-5-1982  | Ресіфі         | Бразилія  | 1 – 1     | Швейцарія      | товариський матч               | -1   |          |
| 27-5-1982  | Уберландія     | Бразилія  | 7 – 0     | Ірландія       | товариський матч               | -    | 80'      |
| 14-6-1982  | Севілья        | Бразилія  | 2 – 1     | СРСР           | ЧС 1982 - перший груповий етап | -1   |          |
| 18-6-1982  | Севілья        | Бразилія  | 4 – 1     | Шотландія      | ЧС 1982 - перший груповий етап | -1   |          |
| 23-6-1982  | Севілья        | Бразилія  | 4 – 0     | Нова Зеландія  | ЧС 1982 - перший груповий етап | -    |          |
| 2-7-1982   | Барселона      | Аргентина | 1 – 3     | Бразилія       | ЧС 1982 - другий груповий етап | -1   | ЖК       |
| 5-7-1982   | Барселона      | Італія    | 3 – 2     | Бразилія       | ЧС 1982 - другий груповий етап | -3   |          |
| Усього     |                | Матчів    | 27        |                | Голів                          | -18  |          |